# Hermann Helbig
Hermann Helbig (ur. 7 czerwca 1902, zm. 19 listopada 1948 w Landsberg am Lech) – niemiecki zbrodniarz nazistowski, członek załogi niemieckiego obozu koncentracyjnego Buchenwald i SS-Hauptscharführer.

## Życiorys
Członek SS, w okresie od 1939 do kwietnia 1945 należał do personelu Buchenwaldu, w którym pełnił między innymi funkcję Blockführera (kierownika bloku). Należał również do Kommanda 99. Uczestniczył w przynajmniej 10 egzekucjach, w trakcie których każdorazowo Niemcy rozstrzeliwali od 15 do 20 jeńców radzieckich. Od marca 1943 do maja 1944 Helbig był z kolei kierownikiem obozowego krematorium i osobą odpowiedzialną za wykonywanie egzekucji. Powiesił w tym czasie przynajmniej 250 więźniów.
Helbig został skazany przez amerykański Trybunał Wojskowy w Dachau w procesie załogi Buchenwaldu (US vs. Josias Prince Zu Waldeck i inni) na karę śmierci przez powieszenie i następnie stracony 19 listopada 1948 w więzieniu Landsberg.